# Roundhay
Roundhay är en stadsdel i nordöstra delen av Leeds, i unparished area Leeds, i distriktet Leeds, i grevskapet West Yorkshire, i England. Mest utmärkande i stadsdelen är Roundhay Park som är den största innerstadsparken i Europa. De norra delarna av stadsdelen tillhör stadens mest välbärgade, medan husstandarden avtar söderut. Roundhay var en civil parish 1866–1912 när blev den en del av Leeds. Civil parish hade 2 594 invånare år 1911.
I stadsdelen spelades filmen Roundhay Garden Scene in. 